# Morphological Catalogue of Galaxies
Der Morphological Catalogue of Galaxies (kurz MCG) ist ein Verzeichnis von 29.000 Galaxien nördlich von −30° Deklination.
Der MCG wurde von Boris Alexandrowitsch Woronzow-Weljaminow und Mitarbeitern erstellt auf der Basis der Aufnahmen des Palomar Observatory Sky Survey (POSS). Die Quellenbezeichnungen (z. B. MCG+15-01-001) setzen sich aus der vom Äquator aus gerechneten Zonenbezeichnung des POSS, der mit der Rektaszension ansteigenden Feldnummer und einer fortlaufenden Nummer zusammen. Der MCG enthält Koordinaten, Helligkeit, Größe sowie Intensität der inneren und äußeren Bereiche der Galaxien sowie Verweise auf frühere Galaxienkataloge.

## Quelle
B. A. Vorontsov-Velyaminov, A. A. Krasnogorskaja, V. P. Arkhipova, Moscow state university, Moscow, v. 1–4, 1962, 1963, 1964, 1968, Morphological catalogue of galaxies.